# Anisodes sublunata
Anisodes sublunata là một loài bướm đêm trong họ Geometridae.